# Drakens orden

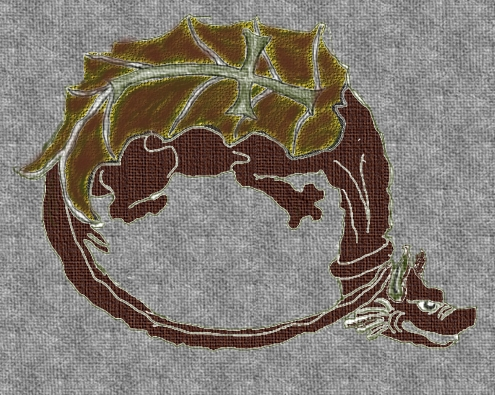
Rekonstruktion av Drakens ordens symbol.

Drakens orden (lat. Societas Draconistrarum, ty. der Drachenorden, ung. Sárkány Lovagrend, rum. Ordinul Dragonului) var en orden med avsikt att skydda kristna intressen, i synnerhet mot Osmanska riket. Bildad 1408 av Sigismund av Ungern, senare tysk-romersk kejsare och hans fru Barbara av Celje. 
Namnen Dracul och Dracula härstammar från denna orden. Draculas far var riddare i den ungerska drakorden, och eftersom namnet Dracula betyder ungefär "Drakens son", indikerar det att Dracula är son till en medlem av drakorden. Riddartiteln i orden var ärftlig och kännetecknas av en drake som ringlar sig runt vapenskölden. 
Ursprungligen bestod Drakens orden av 21 mäktiga personer vilket år 1418 utökades till 24 medlemmar. Dessa medlemmar utgjorde ordens första klass. Medlemmar som anslöt 1431-1437 utgjorde ordens andra klass.

## Kända medlemmar
- Henrik V av England
- Alfons V av Aragonien
- Kristofer av Bayern, Sveriges, Norges och Danmarks konung
- Vladislav II av Polen
- Stefan Lazarević av Serbien
- Stibor de Stiboricz av Ostoja-klanen, hertig av Transsylvanien
- Garai (Nicolaus II Garai), hertig av Slavonien, Dalmatien och Kroatien
- Vlad II Dracul, hertig av Valakiet, far till Vlad III Dracula
- Vitold, storfurste av Litauen, bror till Vladislav II av Polen
- Hrvoje Vukčić Hrvatinić, storhertig av Bosnien och hertig av Split
- Herman II av Celje, far till drottning Barbara av Celje
- Miloš Obilić

Övriga medlemmar av Drakens orden hörde till Ungerska väldets främsta familjer som Báthory, Rákóczi, Bethlen samt italienska familjer som Carrara och della Scala, ledarna av Republiken Venedig, Padova och Verona.